# Аттимис
Аттимис (итал. Attimis) — коммуна в Италии, располагается в регионе Фриули-Венеция-Джулия, в провинции Удине.
Население составляет 1903 человека (2008), плотность населения составляет 55 чел./км². Занимает площадь 33 км². Почтовый индекс — 33040. Телефонный код — 0432.
Покровителем коммуны почитается святой апостол Андрей Первозванный, празднование 30 ноября.

## Демография
Динамика населения:

## Администрация коммуны
- Официальный сайт: http://www.comune.attimis.ud.it